# آوا لی
آوا لی (انگلیسی: Ava Leigh؛ زادهٔ ۲۲ نوامبر ۱۹۸۵) یک موسیقی‌دان اهل بریتانیا است.